# George Knobel
George Knobel (Roosendaal, 10 de dezembro de 1922 - Roosendaal, 5 de maio de 2012) foi um técnico de futebol holandês.
Knobel nasceu e morreu em Roosendaal. Foi treinador da seleção holandesa de futebol por 15 partidas (9 vitórias, 1 empate, 5 derrotas) de 1974 a 1976. Durante seu período, os holandeses terminaram em terceiro no Campeonato Europeu de 1976. Ele também treinou os clubes holandeses AFC Ajax e MVV, incluindo um período temporário de março a abril de 1982. Ele teve uma breve passagem pela Seiko SA em Hong Kong.  